# جنای سپالی
جنای سپالی (انگلیسی: Jenae Seppälä؛ زادهٔ ۱۳ ژانویهٔ ۱۹۸۶ ‏(۳۹ سال)) بازیکن فوتبال اهل ایالات متحده آمریکا است.